# Вільялуенга-де-ла-Сагра
Вільялуенга-де-ла-Сагра (ісп. Villaluenga de la Sagra) — муніципалітет в Іспанії, у складі автономної спільноти Кастилія-Ла-Манча, у провінції Толедо. Населення — 3950 осіб (2010).
Муніципалітет розташований на відстані близько 46 км на південь від Мадрида, 21 км на північний схід від Толедо.
На території муніципалітету розташовані такі населені пункти: (дані про населення за 2010 рік)
- Вільялуенга-де-ла-Сагра: 3581 особа
- Ель-Пінар-де-ла-Сагра: 369 осіб

## Демографія
Динаміка населення (INE ):

## Галерея зображень

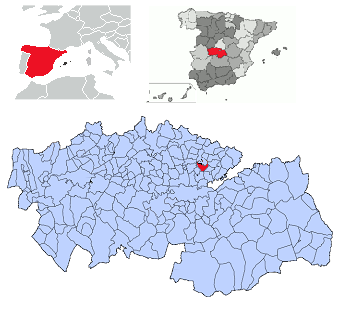
Розташування муніципалітету у провінції Толедо